# Fépin
Fépin is een gemeente in het Franse departement Ardennes (regio Grand Est) en telt 244 inwoners (1999). De gemeente maakt deel uit van het arrondissement Charleville-Mézières. Fépin behoorde tot het kanton Fumay, tot dat op 1 januari 2015 werd opgeheven en de gemeenten aan het kanton Revin werden toegevoegd. 

## Geografie
De oppervlakte van Fépin bedraagt 5,8 km², de bevolkingsdichtheid is 42,1 inwoners per km².
De onderstaande kaart toont de ligging van Fépin met de belangrijkste infrastructuur en aangrenzende gemeenten.

## Demografie
Onderstaande figuur toont het verloop van het inwonertal (bron: INSEE-tellingen).

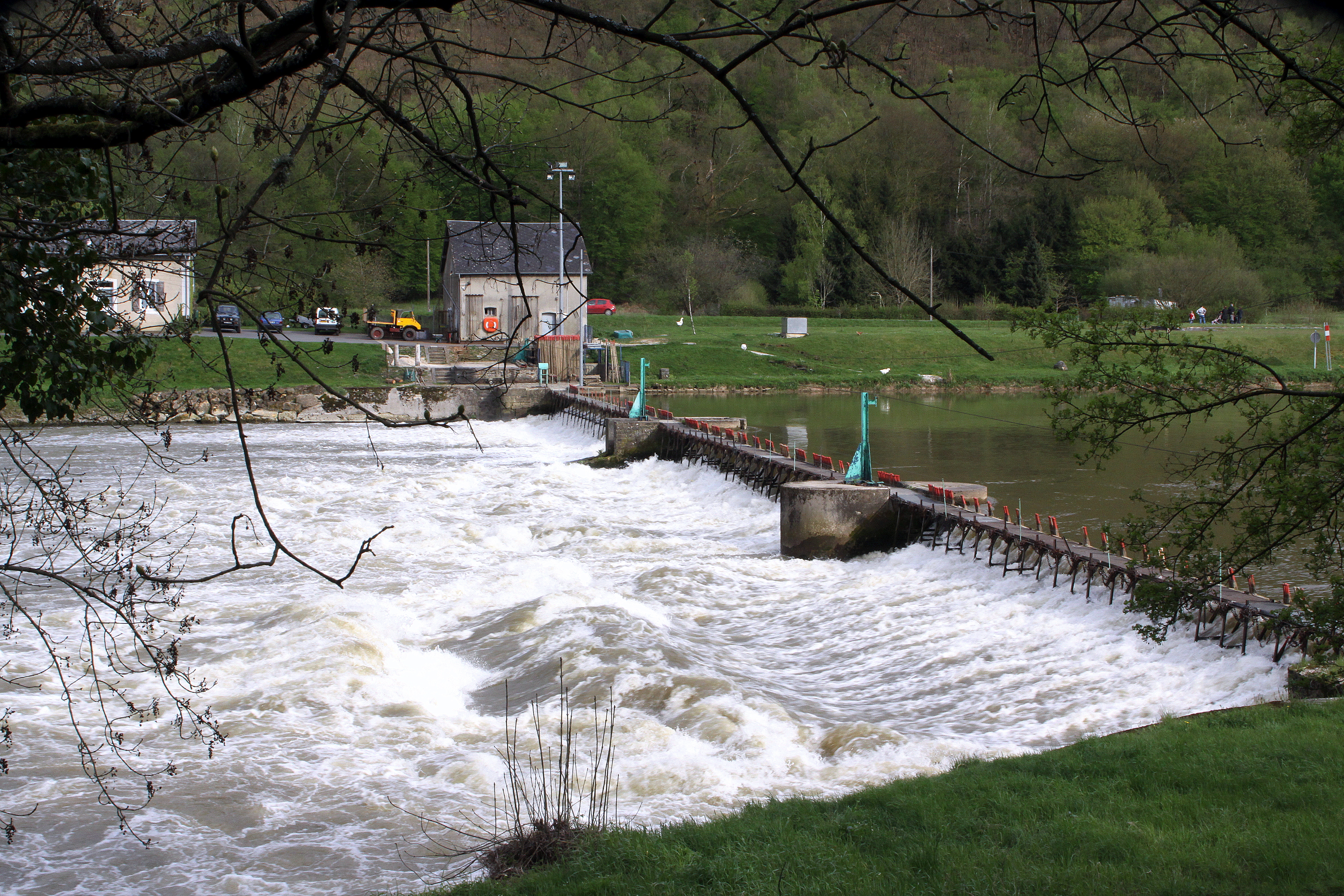
Stuwdam in de gekanaliseerde Maas

Vanwege een beveiligingsprobleem met de MediaWiki Graph-software is het momenteel niet mogelijk deze grafiek weer te geven. Zodra de software is bijgewerkt zal de grafiek vanzelf weer zichtbaar worden.